# Arctornis arbor-christi
Arctornis arbor-christi is een donsvlinder uit de familie van de spinneruilen (Erebidae). De wetenschappelijke naam van de soort is voor het eerst geldig gepubliceerd door Toxopeus.